# 富田町 (山口県)
富田町（とんだちょう）は、山口県都濃郡にあった町。現在の周南市の中部、山陽本線・新南陽駅の周辺、仙島および黒髪島の北半にあたる。本項では町制前の名称である富田村（とんだそん）についても述べる。

## 地理
- 海洋 ： 徳山湾
- 山岳 ： 嶽山、四熊ヶ岳（第1次末期のみ）
- 河川 ： 富田川
- 島嶼 ： 仙島、黒髪島

## 歴史
- 1889年（明治22年）4月1日 - 町村制の施行により、近世以来の富田村が単独で自治体を形成。
- 1915年（大正4年）11月10日 - 富田村が町制施行して富田町（第1次）となる。
- 1941年（昭和16年）11月3日 - 富岡村を編入。
- 1944年（昭和19年）4月1日 - 徳山市・櫛浜町・福川町・大津島村・夜市村・戸田村・湯野村と合併し、改めて徳山市が発足。同日富田町（第1次）廃止。
- 1949年（昭和24年）8月1日 - 徳山市のうち旧村域の一部（大字富田）が分立して富田町（第2次）が発足。
- 1953年（昭和28年）10月1日 - 福川町と合併して南陽町が発足。同日富田町（第2次）廃止。

## 交通

### 鉄道路線
- 運輸通信省
  - 山陽本線
    - 周防富田駅（現・新南陽駅）

現在は旧町域を山陽新幹線が通過するが、当時は未開業。

### 道路
- 国道2号

現在は旧町域を山陽自動車道が通過するが、当時は未開通。